# Негода Олексій Гнатович
Негода Олексій Гнатович (18 жовтня 1909 — 1 січня 1975) — радянський офіцер, Герой Радянського Союзу (1945).

## Життєпис
Народився 18 жовтня 1909 року в селі Ічня (нині місто Чернігівської області України) у селянській родині. Українець. Закінчив сільськогосподарську школу, потім радпартшколу. Працював заступником директора кінного заводу № 42
У Червоній армії з 1931 року. У 1939 році закінчив Курси удосконалення командного складу.
Учасник боїв біля озера Хасан у 1938 році.
На фронтах німецько-радянської війни з жовтня 1941 року.
В 1942 році закінчив прискорений курс Військової академії імені М. В. Фрунзе.
Під час війни командував 171-ю стрілецькою дивізією 3-ї ударної армії 1-го Білоруського фронту. У квітні 1945 року 171-ша стрілецька дивізія під командуванням полковника Негоди прорвала сильно укріплену оборону противника й успішно просунулась до Берліна. 30 квітня 1945 року бойові частини його дивізії підійшли до будівлі рейхстагу взявши участь у його штурмі та встановивши прапор при вході до нього. У жорстоких боях Берлінської операції дивізією було знищено сотні одиниць бойової техніки, понад три тисячі гітлерівців взято в полон.
За уміле керівництво дивізією, зразкове виконання бойових завдань, мужність і героїзм 29 травня 1945 року полковнику Негоді Олексію Гнатовичу було присвоєно звання Героя Радянського Союзу з врученням ордена Леніна і медалі «Золота Зірка».
Після війни Олексій Негода продовжував службу у Збройних Силах СРСР.
З 1951 року полковник Негода О. Г. у запасі. Жив у місті Дніпропетровську. Помер 1 січня 1975. Похований у Дніпропетровську на Алеї Героїв Запорізького кладовища.

## Вшанування пам'яті
У лютому 1979 року одна з нових вулиць міста Ічні одержала ім'я Олексія Негоди.